# Eusebio Cañas
Eusebio Cañas fue un sacerdote jesuita nacido en la villa de Ademuz, Rincón de Ademuz (Valencia), España. Vivió en la segunda mitad del siglo XVIII, dedicándose a la traducción.

## Vida
Eusebio Cañas estudió en el seminario de Segorbe y tras la expulsión de los miembros de la Compañía de Jesús se instaló en Italia. Allí perteneció al círculo de intelectuales que rodeaban al ilustrado valenciano Manuel Lassala, también jesuita expulsado. Eusebio Cañas murió en Italia en 1809.

## Obra
El grueso de la obra conocida de Cañas, además de alguna poesía, es en el campo de la traducción. Tradujo diversas obras de Manuel Lassala como son Ormisinda, Dido Abandonada, La Partida de Eneas, así como el Pygmalion de Rousseau.